# Dicycla oo
Dicycla oo là một loài bướm đêm trong họ Noctuidae.

## Hình ảnh

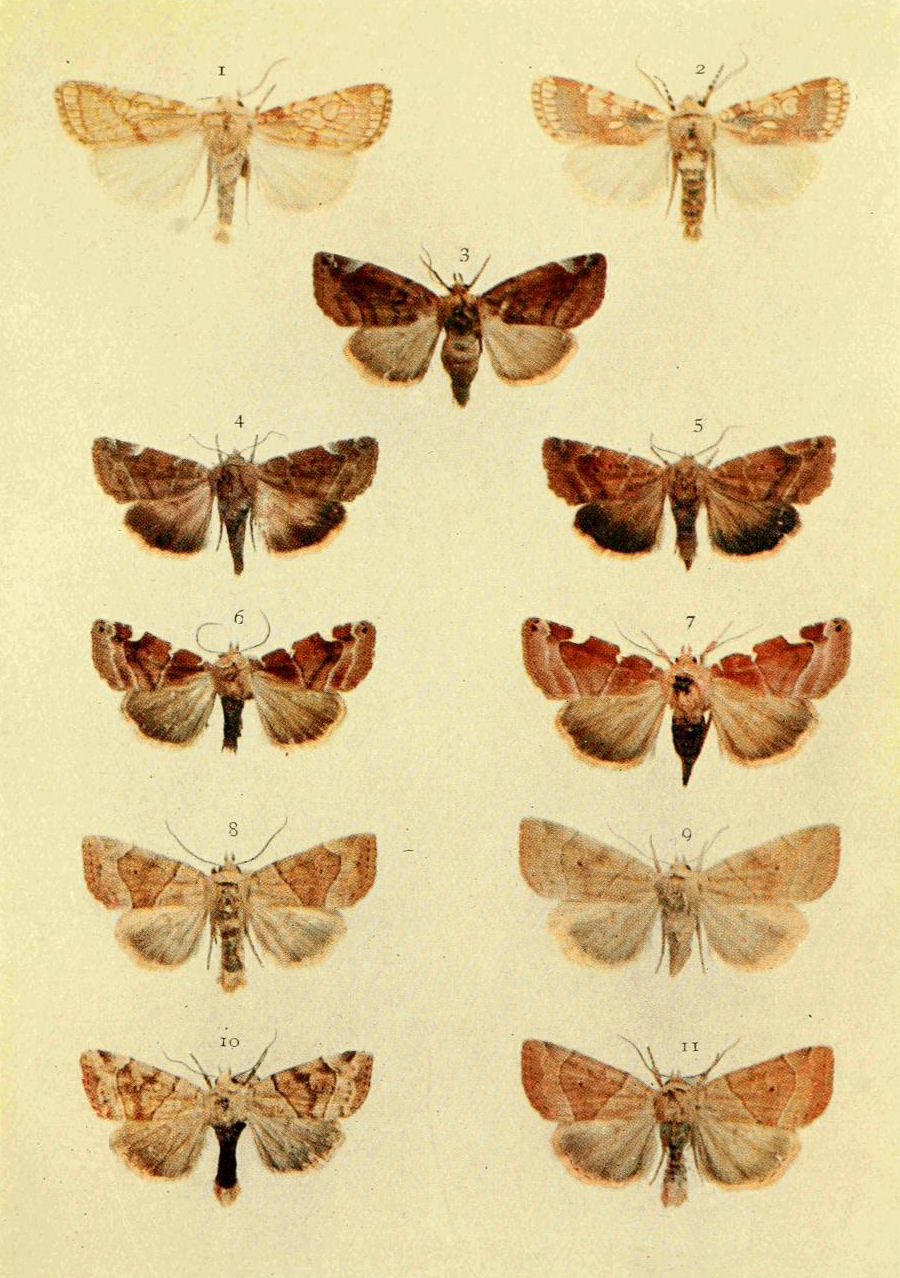